# Östgötabygdens kontrakt
Östgötabygdens kontrakt är ett kontrakt i Linköpings stift inom Svenska kyrkan. 
Kontraktet bildades 1 januari 2017 genom namnändring och utvidgning av Stångå kontrakt.
Kontraktskoden är 0216.
Ingående församlingar från tidigare Stångå kontrakt:
- Horns församling
- Hycklinge församling
- Kisa församling
- Kärna församling
- Nykil-Gammalkils församling
- Rimforsa församling
- Skeda församling
- Slaka församling
- Tidersrums församling
- Ulrika församling
- Vikingstads församling
- Vists församling
- Vreta klosters församling
- Vårdnäs församling
- Västra Eneby församling
- Åkerbo församling

Från Söderköpings kontrakt:
- Åtvids församling

Från Motala och Bergslags kontrakt:
- Finspångs församling

År 2020 tillkom den nybildade Lambohovs församling.

## Kontraktsprostar
| Ämbetstid | Namn            | Levnadstid | Kommentarer                         |
| --------- | --------------- | ---------- | ----------------------------------- |
| 2017–2022 | Maria Åkerström | 1970–      | Kyrkoherde i Slaka-Nykils pastorat. |
| 2022–2025 | Ulf Hjertman    | 1958–      | Kyrkoherde i Åkerbo församling.     |
| 2025–     | Carl Jyllermark | 1978–      | Kyrkoherde i Slaka-Nykils pastorat  |